# والتر فيش
والتر فيش هو صحفي وسياسي ألماني، ولد في 16 فبراير 1910 في هايدلبرغ في ألمانيا، وتوفي في 21 ديسمبر 1966 في فرانكفورت في ألمانيا. نشط حزبياً في حزب الوحدة الاشتراكية الألماني والحزب الشيوعي في ألمانيا. وقد انتخب عضو في برلمان هسن ‏ (1947 – ) وانتخب عضو في البوندستاغ الألماني خلال فترته النيابية ‏ (7 سبتمبر 1949 – 7 سبتمبر 1953).

## وصلات خارجية
- والتر فيش على موقع مونزينجر (الألمانية)